# 新欧罗巴
新欧罗巴是巴西圣保罗州的一个市镇。总面积160.876平方公里，总人口9047人，人口密度56.2人/平方公里。